# Vampyriscus bidens
Vampyriscus bidens е вид прилеп от семейство Американски листоноси прилепи (Phyllostomidae). Видът не е застрашен от изчезване.

## Разпространение
Разпространен е в Боливия, Бразилия, Венецуела, Гвиана, Еквадор, Колумбия, Перу, Суринам и Френска Гвиана.

## Описание
На дължина достигат до 2,3 cm, а теглото им е около 11,9 g.